# Příběhy Arthura Gordona Pyma
Příběhy Arthura Gordona Pyma (1838, The Narrative of Arthur Gordon Pym of Nantucket) je jediný dokončený román amerického spisovatele Edgara Allana Poea. Jeho část Poe nejprve publikoval časopisecky roku 1837 v měsíčníku Southern Literary Messenger v Richmondu a o rok později vyšel celý román knižně.
Jde o dobrodružný námořní příběh doplněný prvky hororu, fantastiky a tajemna. Byl zřejmě vytvořen s komerčními úmysly, ale komerčnost postupně mizí a závěr je silně poetický. Kromě toho jsou příhody vyprávěny s určitou nadsázkou, která místy přechází v jemnou parodii. Líčení hrůzných situací je (jak je u Poea zvykem) napsáno bez hrubostí a vulgarismů a s velkou dávkou básnické imaginace. Závěr románu dosahuje pak takové gradace, že jej Poe ponechal otevřený, protože zřejmě usoudil, že by jej již ničím nepřekonal. Díky tomu se román dočkal několika pokračování, z nichž nejznámější je Ledová sfinga (1897, Le sphinx des glaces) francouzského spisovatele Julesa Vernea, které však zcela postrádá tajemnou hrůznou atmosféru původního díla.

## Obsah románu

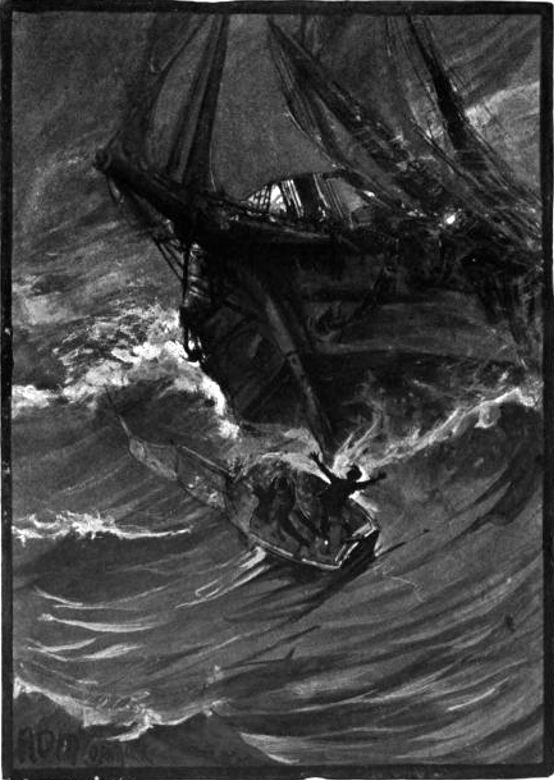
Scéna z první kapitoly románu - ilustrace A. D. McCormicka z roku 1898.

Román se skládá z úvodní a závěrečné poznámky a z dvaceti pěti kapitol. V úvodní poznámce se dozvíme, že kniha je vlastně literárním zpracováním vzpomínek pana Arthura Gordona Pyma a že pan Pym nechtěl původně o svých zážitcích vůbec vyprávět, protože byl přesvědčen, že jde o tak neuvěřitelné příhody, že jim nikdo neuvěří. Teprve na popud spisovatele Poea začal se svým vyprávěním. Další kapitoly jsou proto napsány v první osobě.
Arthur Gordon Pym byl mladík pocházející z Nantucketu, který díky vyprávěním svého přítele Augusta, syna námořního kapitána Barnarda, touží po námořních dobrodružstvích, Obelže proto své rodiče a za pomoci Augusta se tajně nalodí na velrybářskou brigu Grampus, které velí Augustův otec. Ukrývá se v podpalubí, kam mu August nosí vodu a jídlo, a plánuje úkryt opustit až v době, kdy bude loď tak daleko od břehu, že nebude moci být vrácen na pevninu. Jeho úkryt se však změní ve smrtelnou past v okamžiku, kdy na lodi dojde ke vzpouře, při které je většina posádky povražděna a zbytek vysazen uprostřed oceánu do malé loďky. Od strašlivé smrti žízní je Arthur nakonec zachráněn jen díky tomu, že jeden ze vzbouřenců, míšenec Dirk Peters, si Augusta ponechá jako osobního sluhu a ten tak může po určitém čase Arthura z podpalubí vysvobodit.
Mezi vzbouřenci brzy dojde k hádkám a vše vyvrcholí tím, že se Arthurovi, Augustovi a Petersovi podaří ovládnout loď a ostatní vzbouřence (až na jednoho jménem Parker, který je na začátku boje omráčen a pak dostane milost) pobít, August je však při boji vážně zraněn do ruky. Následně pak dojde ke strašlivé bouři, při níž je briga tak poničena, že nad hladinou zůstala jen její paluba. Čtyři nešťastníci pak zažívají na tomto vraku pekelná muka hladomoru. Když si již myslí, že je zachrání blížící se loď, ke své hrůze zjistí, že jde o loď plnou mrtvých námořníků, kteří podlehli nějaké prudce nakažlivé chorobě, nejspíše žluté zimnici. Nakonec dojde na vraku ke kanibalismu. Taháním dřívek je vybrán Parker, který je následně zabit a sněden. August pak brzy podlehne následkům svého zranění, neboť dostal do ruky gangrénu.
Když už zbylí dva trosečníci ztrácí veškerou naději, jsou šťastně zachráněni britským škunerem Jane Guy, který se plaví do jižních moří. Blízko jižního pólu narazí na neznámý ostrov, který jeho domorodí obyvatelé tmavé pleti nazývají Tsalal. Vystupují přátelsky a jsou ochotni pomoci posádce se zásobováním, vše je však strašlivý podvod. Divoši, kteří se z neznámých důvodů bojí bílé barvy a při jejím spatření křičí hrůzou Tekeli-li!, Tekeli-li!, zavedou posádku do skalní rokle a zde jí pohřbí pod uvolněnou zeminou, následně pak dobudou a zničí i škuner. Zachrání se jen Arthur a Peters, kteří se po určitou doubu skrývají na ostrově a pak se jim podaří na kanoi s domorodým zajatcem Nu-Nunem z ostrova uniknout. Silný proud je unáší dál na jih (stále více to vypadá, jako když je příčinou proudu obrovský vodopád), voda je čím dál teplejší, až je nakonec tak horká, že se v ní nedá po delší dobu udržet ruka, a je také hustá i bílá jako mléko. Na kanoi padá podivná popelavá hmota a z hlubin oceánu stoupá světlá záře. Arthur i Peters jsou podivně neteční a Nu-Nun dostává prudké křeče, sténá Tekeli-li!, Tekeli-li! a nakonec upadá do bezvědomí.

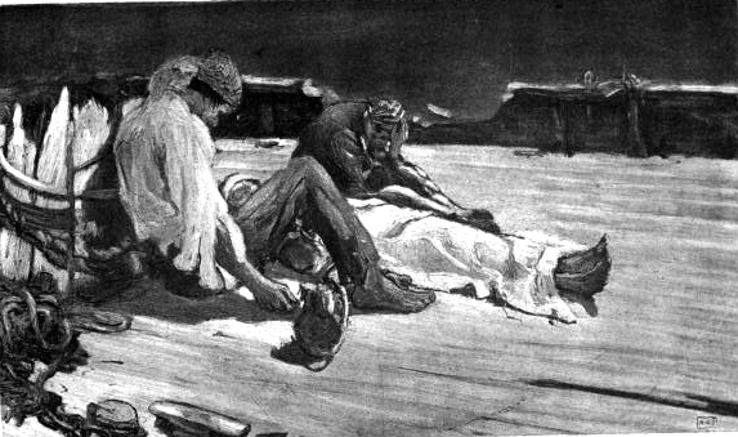
Smrt Pymova přítele Augusta, ilustrace Alberta Sternera z roku 1895.

Celý román končí nevysvětlitelným hrůzným obrazem: Tma podstatně zhoustla, zmírňována jen vodou, která září odleskem bělostné opony před námi. Z prostoru za tímto mlžným závojem přilétají teď neustále hejna obrovitých, sinavě bílých ptáků, a jak nám mizejí z očí, slyšíme je křičet – je to ono věčné Tekeli-li!. Nu-Nun se jen zachvěl na dně lodi, ale když jsme se ho dotkli, zjistili jsme , že skonal. A pak jsme se již řítili do náruče kataraktu, v němž se dokořán otevřel jícen, aby nás přijal. Ale tu se před námi vztyčila zahalená lidská postava, daleko větší a mohutnější než kterýkoliv tvor, přebývající mezi lidmi. A barva pleti této postavy byla čirá, sněhová běl. (citováno z překladu Josefa Schwarze)
V závěrečné poznámce je čtenářům sděleno, že kniha není dokončena, protože pan Pym náhle a nečekaně zemřel následkem jakéhosi neštěstí, při kterém byly zničeny dvě nebo tři závěrečné kapitoly. Kromě toho je zde také popsána až mystická záhada, neboť redaktor knihy (Poe) objevil v Pymových nákresech, že tvary granitových slují na ostrově Tsalal vytvářejí kořen etiopského slova být temný a že ve skále je vyryt gigantický nápis Vyryl jsem toto do nitra hor a svou pomstu v prach do nitra skály (citováno z překladu Josefa Schwarze).

## Česká vydání

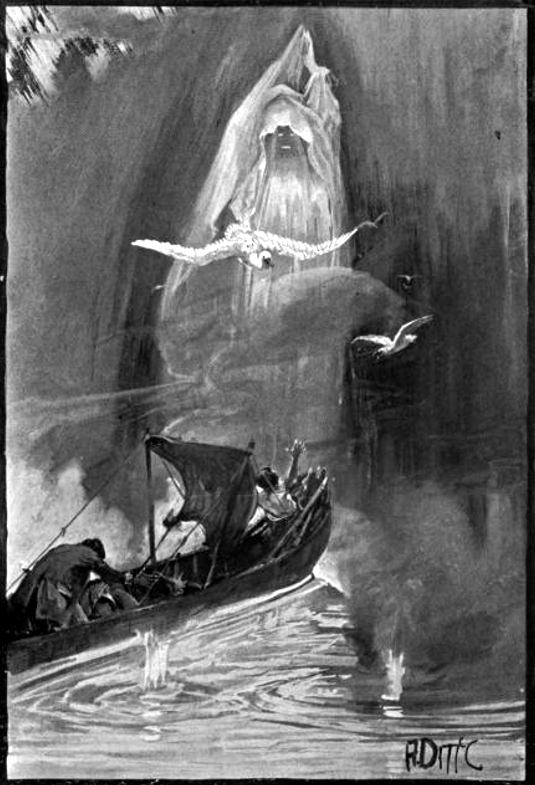
A barva pleti této postavy byla čirá, sněhová běl., ilustrace A. D. McCormicka z roku 1898.

- Dobrodružství Arthura Gordona Pyma, Hugo Kosterka, Praha 1902, přeložil Jiří Živný, znovu 1923. Dostupné online.
- Dobrodružství A. G. Pyma, Anna Bečková, Praha 1927, přeložil František Sedláček,
- Dobrodružství A. G. Pyma a jiné povídky, Melantrich, Praha 1929, přeložil Bohumil Štěpánek,
- Dobrodružství Arthura Gordona Pyma, Bedřich Kočí, Praha 1930, přeložil O. Městecký,
- Dobrodružství Arthura Gordona Pyma, Rudolf Kmoch, Praha 1946, přeložila Zdenka Wattersonová,
- Příběhy Arthura Gordona Pyma, SNKLHU, Praha 1959, přeložil Josef Schwarz, znovu v tom samém roce v knize Zrádné srdce: výbor z díla z nakladatelství Naše vojsko, dále Ivo Železný, Praha 1992 a Jota, Brno 1995.
- Dobrodružství A. G. Pyma, Tribun EU, Brno 2007.